# Auguste Hellemans
Auguste Hellemans (21 de junho de 1907 - 4 de maio de 1992) foi um futebolista belga que competiu na Copa do Mundo FIFA de 1930 e 1934.